# Antonio Cantafora
Antonio Cantafora, také Michael Coby (2. února 1944 Crotone – 20. dubna 2024 Řím), byl italský herec, který se proslavil zejména díky filmům Šimon a Matouš a Šimon a Matouš jedou na riviéru, kde hrál po boku Paula L. Smitha, s nímž napodobovali styl Buda Spencera a Terence Hilla. Jeho poslední filmem byl film Karetní hráč z roku 2004.